# Esenbeckia densiflora
Esenbeckia densiflora är en vinruteväxtart som först beskrevs av Chodat & Hassler, och fick sitt nu gällande namn av Hassler. Esenbeckia densiflora ingår i släktet Esenbeckia och familjen vinruteväxter. Inga underarter finns listade i Catalogue of Life.